# Col du Sanetsch
Le col du Sanetsch (en allemand Sanetschpass), aussi appelé col de Sénin en français, se situe dans les Alpes bernoises occidentales à 2 253 mètres d'altitude sur la commune de Savièse en Valais. Faisant le lien entre le massif des Diablerets à l'ouest et celui du Wildhorn à l'est, le col du Sanetsch relie la vallée de la Morge au sud et la vallée de la Sarine au nord. La frontière linguistique français/allemand passe par le Sanetsch, tout comme la ligne de partage des eaux entre les affluents du Rhône (Méditerranée) et du Rhin (Mer du Nord). Le glacier de Tsanfleuron est visible depuis le col. Le Sanetschhorn et l'Arpelistock dominent le col respectivement à l'ouest et à l'est.

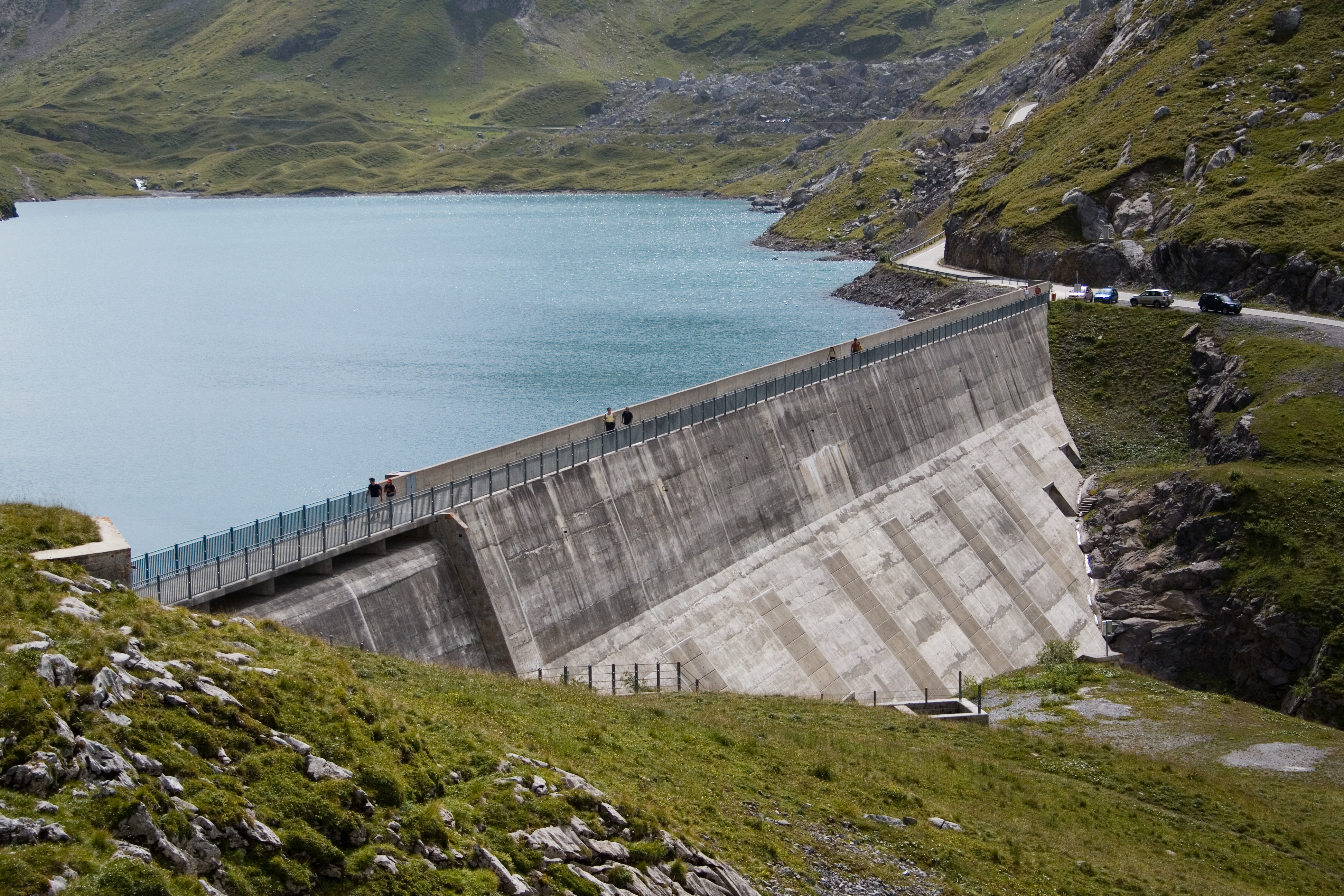
Barrage du Sanetsch.

Le col est accessible en voiture uniquement depuis la vallée du Rhône. Sur le versant bernois, la route se prolonge environ 5 km jusqu'au barrage du Sanetsch et son lac, construit sur le versant nord, avant de laisser sa place à un sentier pédestre escarpé. Le site abrite une auberge. 
En été, une ligne CarPostal relie une fois par jour Sion au lac. Un téléphérique permet de redescendre sur le versant Bernois jusqu'à Gsteig.

## Littérature
Dans son roman La Séparation des races (1922), l'écrivain suisse romand Charles Ferdinand Ramuz raconte le rapt d'une Bernoise par des bergers valaisans dans la région du col du Rawyl, (à l'est de celui du Sanetsch) et la vengeance des Bernois. Ramuz s'est lointainement inspiré des razzias que les Bernois avaient faites dans les siècles passés en passant par le col du Sanetsch.  